# Браунингтон (Мисури)
Браунингтон (енгл. Brownington) град је у америчкој савезној држави Мисури.

## Демографија
По попису из 2010. године број становника је 107, што је 12 (-10,1%) становника мање него 2000. године.
| Група             | 2000.       | 2010.       |
| Белци             | 114 (95,8%) | 102 (95,3%) |
| Афроамериканци    | 2 (1,7%)    | 0 (0,0%)    |
| Азијати           | 0 (0,0%)    | 0 (0,0%)    |
| Хиспаноамериканци | 0 (0,0%)    | 0 (0,0%)    |
| Укупно            | 119         | 107         |